# Mestaruussarja 1973
La Mestaruussarja 1973 fu la sessantaquattresima edizione della massima serie del campionato finlandese di calcio, la quarantatreesima come Mestaruussarja. Il campionato, con il formato a girone unico e composto da dodici squadre, venne vinto dall'HJK.

## Squadre partecipanti
| Club         | Città    | Stagione 1972                          |
| ------------ | -------- | -------------------------------------- |
| HJK          | Helsinki | 9º posto in Mestaruussarja             |
| Ilves-Kissat | Tampere  | 1º posto in II divisioona Länsilohko   |
| KPT Kuopio   | Kuopio   | 7º posto in Mestaruussarja             |
| KPV          | Kokkola  | 5º posto in Mestaruussarja             |
| KuPS         | Kuopio   | 4º posto in Mestaruussarja             |
| Lahti-69     | Lahti    | 6º posto in Mestaruussarja             |
| MP           | Mikkeli  | 2º posto in Mestaruussarja             |
| OTP          | Oulu     | 1º posto in II divisioona Pohjoislohko |
| Ponnistus    | Helsinki | 1º posto in II divisioona Itälohko     |
| Reipas Lahti | Lahti    | 3º posto in Mestaruussarja             |
| TaPa         | Tampere  | 8º posto in Mestaruussarja             |
| TPS          | Turku    | Campione di Finlandia                  |

## Classifica finale
|  | Pos. | Squadra      | Pt | G  | V  | N | P  | GF | GS | DR  |
|  | ---- | ------------ | -- | -- | -- | - | -- | -- | -- | --- |
|  | 1.   | HJK          | 33 | 22 | 14 | 5 | 3  | 36 | 21 | +15 |
|  | 2.   | KPV          | 31 | 22 | 12 | 7 | 3  | 42 | 17 | +25 |
|  | 3.   | Reipas Lahti | 30 | 22 | 13 | 4 | 5  | 39 | 15 | +24 |
|  | 4.   | KuPS         | 26 | 22 | 10 | 6 | 6  | 34 | 22 | +12 |
|  | 5.   | OTP          | 26 | 22 | 9  | 8 | 5  | 29 | 30 | -1  |
|  | 6.   | KPT Kuopio   | 25 | 22 | 9  | 7 | 6  | 36 | 24 | +12 |
|  | 7.   | MP           | 19 | 22 | 6  | 7 | 9  | 23 | 24 | -1  |
|  | 8.   | Lahti-69     | 18 | 22 | 7  | 4 | 11 | 31 | 38 | -7  |
|  | 9.   | TPS          | 17 | 22 | 5  | 7 | 10 | 23 | 32 | -9  |
|  | 10.  | Ilves-Kissat | 17 | 22 | 5  | 7 | 10 | 25 | 46 | -21 |
|  | 11.  | Ponnistus    | 13 | 22 | 3  | 7 | 12 | 30 | 44 | -14 |
|  | 12.  | TaPa         | 9  | 22 | 2  | 5 | 15 | 20 | 55 | -35 |

Legenda:
      Campione di Finlandia e ammessa alla Coppa dei Campioni 1974-1975
      Vincitore della Suomen Cup 1973 e ammessa in Coppa delle Coppe 1974-1975
      Ammessa in Coppa UEFA 1974-1975
      Retrocesse in I divisioona
Note:
Due punti a vittoria, uno a pareggio, zero a sconfitta.